# Badger State Trail
Der Badger State Trail ist ein 64 Kilometer langer sogenannter Vías Verdes in Wisconsin.

## Verlauf
Der Badger State Trail verläuft zunächst von der Grenze zu Illinois über Clarno, Monroe (Anschluss an den Cheese Country Trail), Monticello (Anschluss an den Sugar River State Trail), Exeter, Belleville und Basco. Die Oberfläche des Weges besteht in diesem Abschnitt aus Kalkstein. Zwischen Monticello und Belleville verläuft der Weg durch den 370 m langen Stewart Tunnel.
Der Abschnitt zwischen Blasco nach Madison befindet sich z. Zt. noch in Bau. In der Hauptstadt Madison ist der Badger State Trail asphaltiert und als Southwest Path bekannt. Im Süden der Stadt hat man Anschluss an den Military Ridge State Trail.

## Geschichte
Am 15. Dezember 1993 wurde der Teil Madison-Freeport der Wisconsin and Calumet Railroad geschlossen. 2006 wurde ein Master Plan zur Umwandlung der Bahnstrecke verabschiedet.